# Verzorgingsplaats Würenlos
De Verzorgingsplaats Würenlos ligt ten westen van Zürich in de gemeente Würenlos in Kanton Aargau en is een van de drie Zwitserse brugrestaurants. Het werd in 1972 geopend aan de A1/A3, thans een van de drukste snelwegen van Zwitserland. Hoewel de officiële naam Shopping-Raststätte Würenos luidt, is de bijnaam  «Fressbalken» (vreetbalk) gangbaar.

## Brugrestaurant

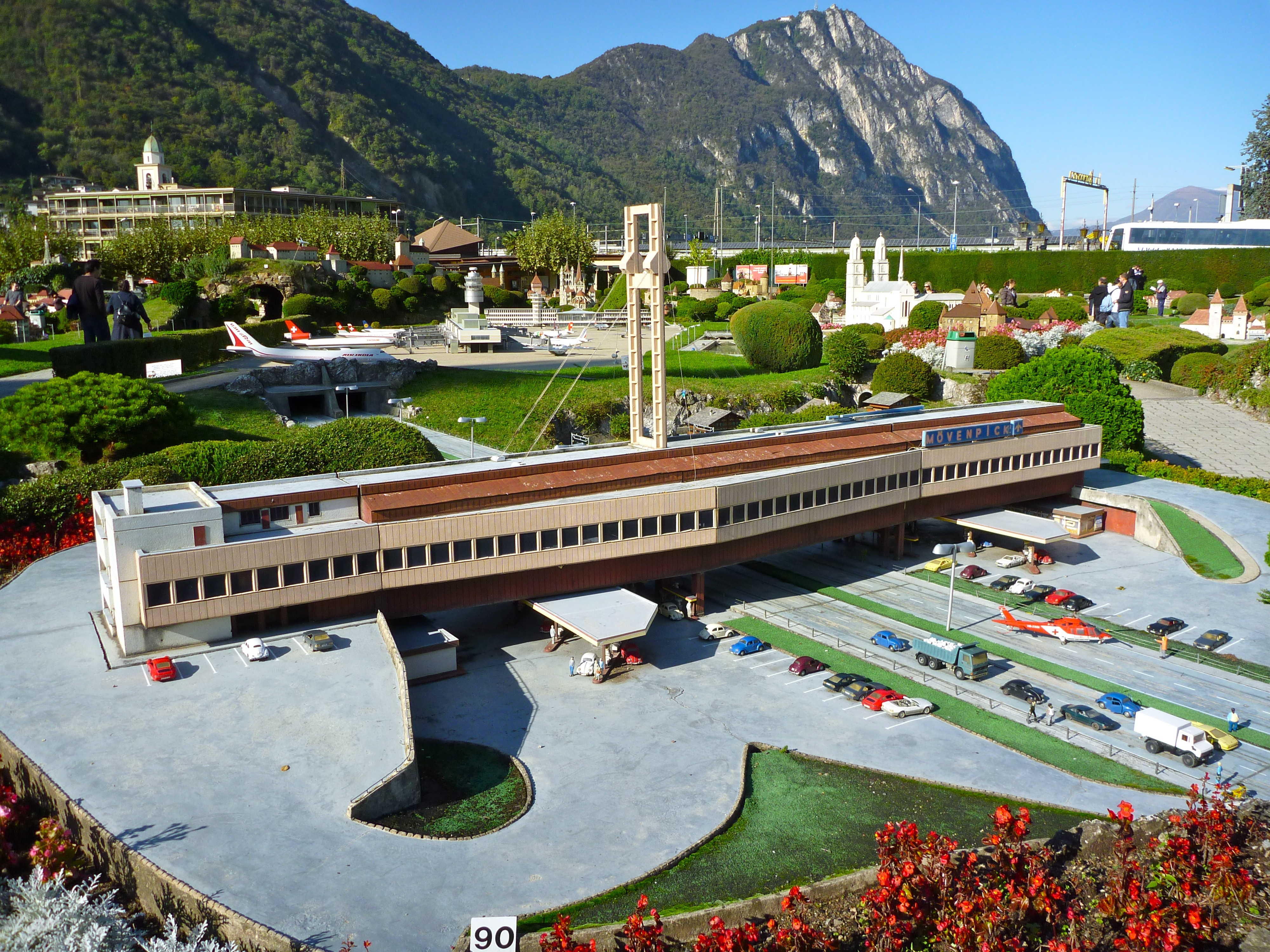
Model in Swissminiatur met de oorspronkelijke beschildering

De verzorgingsplaats ligt halfweg Baden en Dietikon op het smalste punt van het Limmattal, vlak bij de monding van de Furtbach in de Limmat. Het dorp Würenlos ligt iets meer dan een kilometer naar het oosten en op de andere oever ligt Killwangen. Archiectenbureau Marti + Kast uit Zürich ontwierp een brugrestaurant met twee verdiepingen met samen 7800 m² vloeroppervlak. De brug is 140 meter lang en de breedte varieert tussen de 18,6 en 36 meter. De tuiconstructie is 45 meter hoog en steekt daarmee 28 meter boven het dak uit. Jaarlijks (2010) bezoeken 2,3 miljoen mensen de verzorgingsplaats en vinden 1,2 miljoen tankstops plaats. In de brug zelf zijn 19 winkels, waaronder een filiaal van Migros, en twee restaurants, Mövenpick café en Marché ondergebracht. Aan de westkant is ook nog een Burger King in een apart gebouw. De restaurants beschikken samen over 500 zitplaatsen en zijn 12 uur per dag geopend. De benzinestations zijn 24 uur per dag geopend.

## Geschiedenis
Het grootste deel van de Zwitserse autosnelwegen is aangelegd in de jaren 60 en 70 van de twintigste eeuw. Het wegvak Hunzenschwil–Neuenhof werd op 7 oktober 1970 geopend en op 15 oktober 1971 volgde het wegvak Neuenhof–Zürich. Al bij het ontwerp van de weg was door de federale regering een verzorgingsplaats bij Würenlos voorzien en in 1968 opende publieke werken van het kanton Aargau een aanbestedingsprocedure. De eerste plannen wilden een dam aanleggen ter hoogte van de monding van de Furtbach om daarop de verzorgingsplaats aan te leggen. Door verzet van de gemeenteraad van Würenlos tegen deze bouwwijze werd gekozen voor een brugrestaurant. Voor het benzinestation kreeg Gulf Oil de concessie terwijl Mövenpick het restaurant binnenhaalde. Op 4 februari 1971 werd de Autobahnraststätte Würenlos AG opgericht, waar Gulf Oil en Mövenpick elk de helft van de aandelen kregen.
In oktober 1969 was een onderzoek tot de conclusie gekomen dat het kanton als eigenaar van de grond als enige over de bouwvergunning moest besluiten en de gemeente Würenlos slechts gehoord moest worden. Het bestemmingsplan hoefde niet te worden aangepast. De dorpsbewoners werden in mei 1970 over de plannen geïnformeerd en van noemenswaardig verzet was geen sprake. Door een transportakte werd de grond aan Gulf Oil en Mövenpick overgedaan en in oktober 1970 volgde de bouwvergunning. De bouw startte in november 1971 en duurden ongeveer een jaar. De tijdige voltooiing leek in maart 1972 in gevaar te komen omdat er te weinig huisvesting voor het personeel voorhanden was. Door bezwaarprocedures was de bouw van onderdak in het dorp vertraagd, zodat aan de zuidkant van de bouwplaats barakken werden geplaatst die ten dele tot 1978 bleven staan.
De verzorgingplaats kostte uiteindelijk 25 miljoen CHF en werd in november 1972 in gebruik genomen. De exacte datum is onduidelijk, op 24 november vond een presentatie plaats voor 200 genodigden en verslaggevers, de officiële opening volgde op 1 december. Destijds was het brugrestaurant in Würenlos de grootste van Europa. De bijnaam "Fressbalken" werd vrij snel de gangbare aanduiding en is tot heden in gebruik. In 2004 werd de verzorgingsplaats voor 23 miljoen CHF verbouwd, hierbij werd de winkelruimte uitgebreid ten koste van het restaurantoppervlak. De oorspronkelijke, voor de jaren 70 typische, oranje-bruine gevelbeschildering werd vervangen door een wit-blauwe gevelbeschildering. In 2008/09 was de parkeerplaats in het weekeinde een ontmoetingspunt voor autotuners, totdat de politie met controles dit nachtelijke sleutelen aan auto's beëindigde.

## Weblinks
- Website van verzorgingsplaats Würenlos